# Cubismo checo

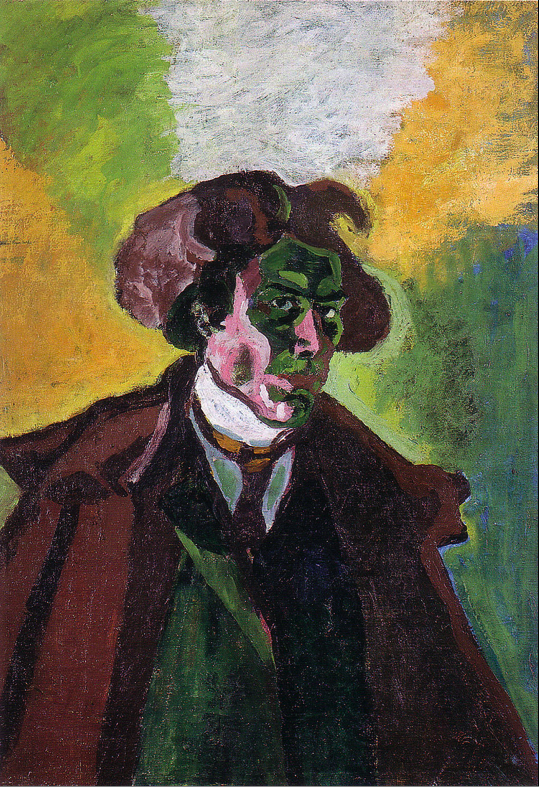
Autorretrato, Bohumil Kubišta (1908)

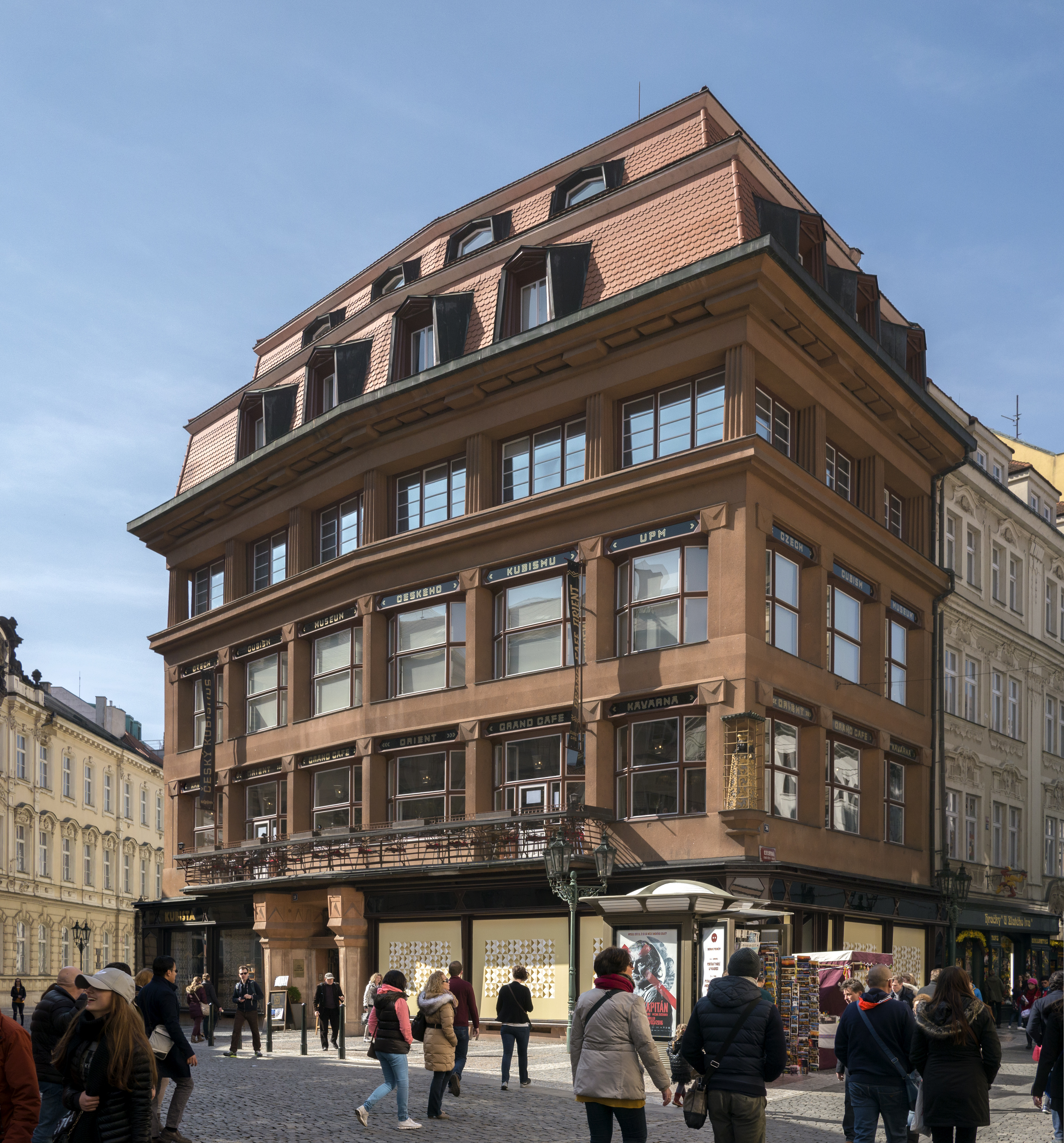
Casa da Madona Negra, Josef Gočár

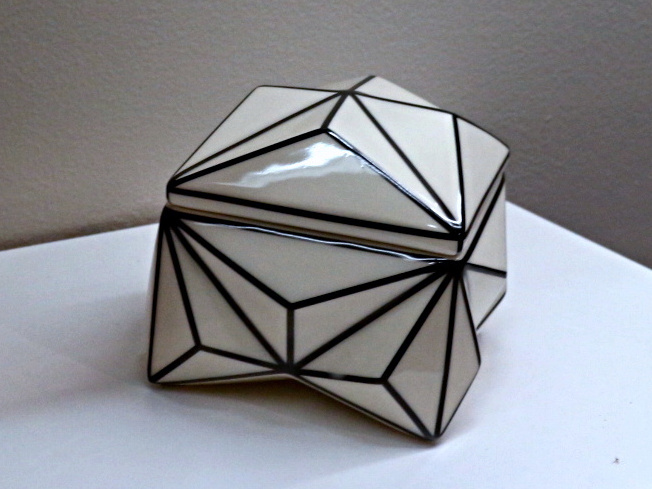
Peça de porcelana de Pavel Janák

O Cubismo checo (também conhecido como Cubo-Expressionismo) foi um movimento de arte de vanguarda dos proponentes checos do Cubismo, ativo principalmente em Praga de 1912 a 1914. Praga foi talvez o centro mais importante para o cubismo fora de Paris antes do início da Primeira Guerra Mundial.

## Membros
Os membros desse movimento perceberam o significado histórico do cubismo de Pablo Picasso e Georges Braque e tentaram extrair seus componentes para seu próprio trabalho em todos os ramos da criatividade artística: escultura, pintura, artes aplicadas e arquitetura. 
Os participantes mais notáveis desse movimento foram os pintores František Kupka (cujos interesses estavam mais enraizados na abstração), Emil Filla, Bohumil Kubišta, Antonín Procházka, Vincenc Beneš e Josef Čapek, o escultor Otto Gutfreund, o escritor Karel Čapek e o arquitetos Pavel Janák, Josef Gočár, Vlastislav Hofman e Josef Chochol. Muitos desses artistas eram membros da União Mánes de Belas Artes
Uma grande divisão na arquitetura checa ocorreu em 1912, quando muitos jovens artistas de vanguarda de Jan Kotĕra e seu círculo se divorciaram da Associação Mánes. Esses arquitetos mais jovens eram mais idealistas em sua perspectiva e criticavam o estrito racionalismo de seus antepassados, Otto Wagner e Kotĕra. Janák, Gočár e Hofman fundaram o grupo Skupina výtvarných umĕlců (Grupo de Artistas Plásticos) e estabeleceram um jornal para o grupo, Umĕlecký mĕsíčník (Artístico Mensal).

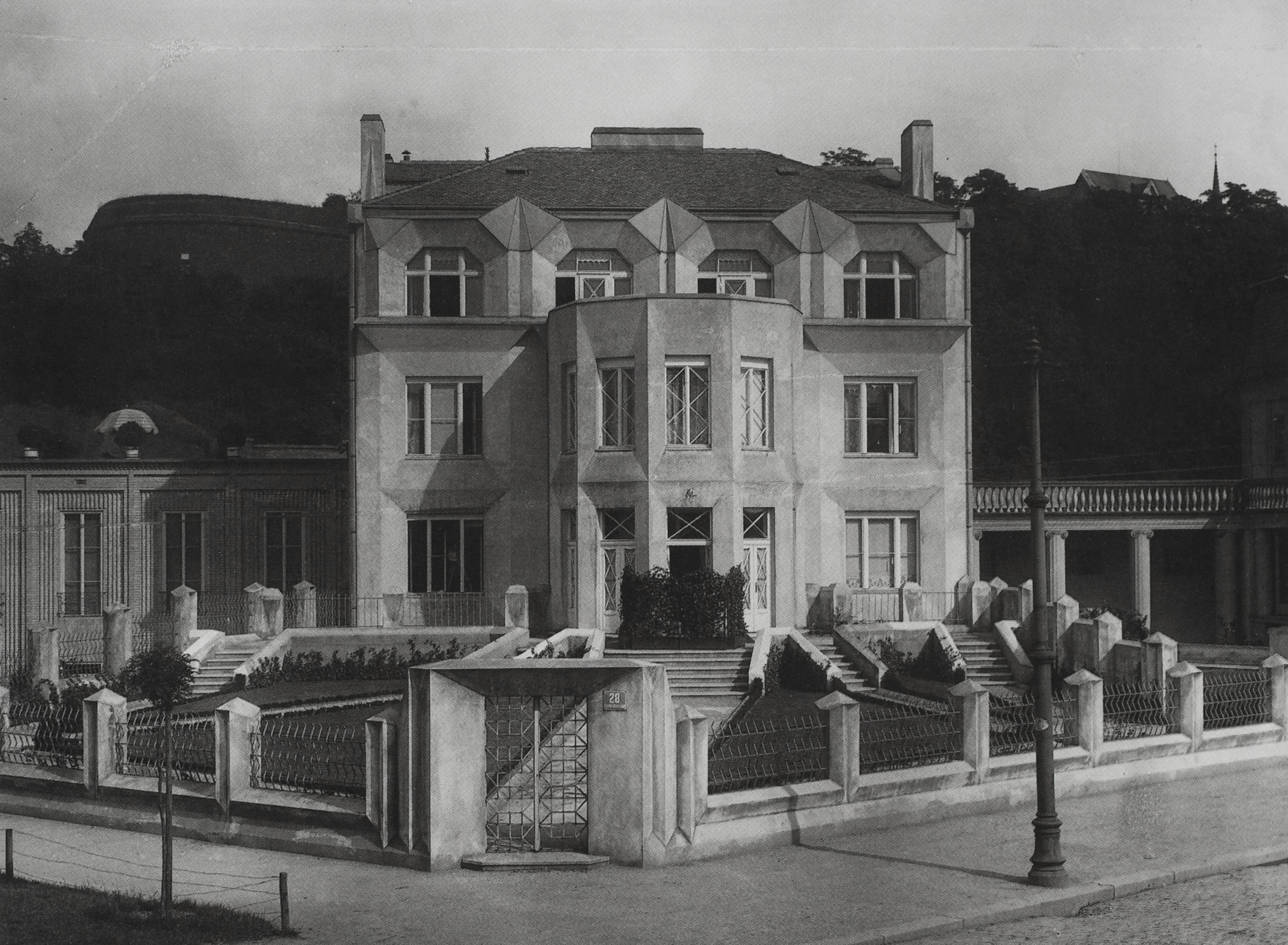
Villa Kovařovicova projetada por Josef Chochol, em Praga

Após a criação da Checoslováquia em 1918, o cubismo arquitetônico checo evoluiu gradualmente para o rondocubismo checo, que era mais decorativo, pois foi influenciado por ornamentos folclóricos tradicionais para celebrar o renascimento da independência nacional.

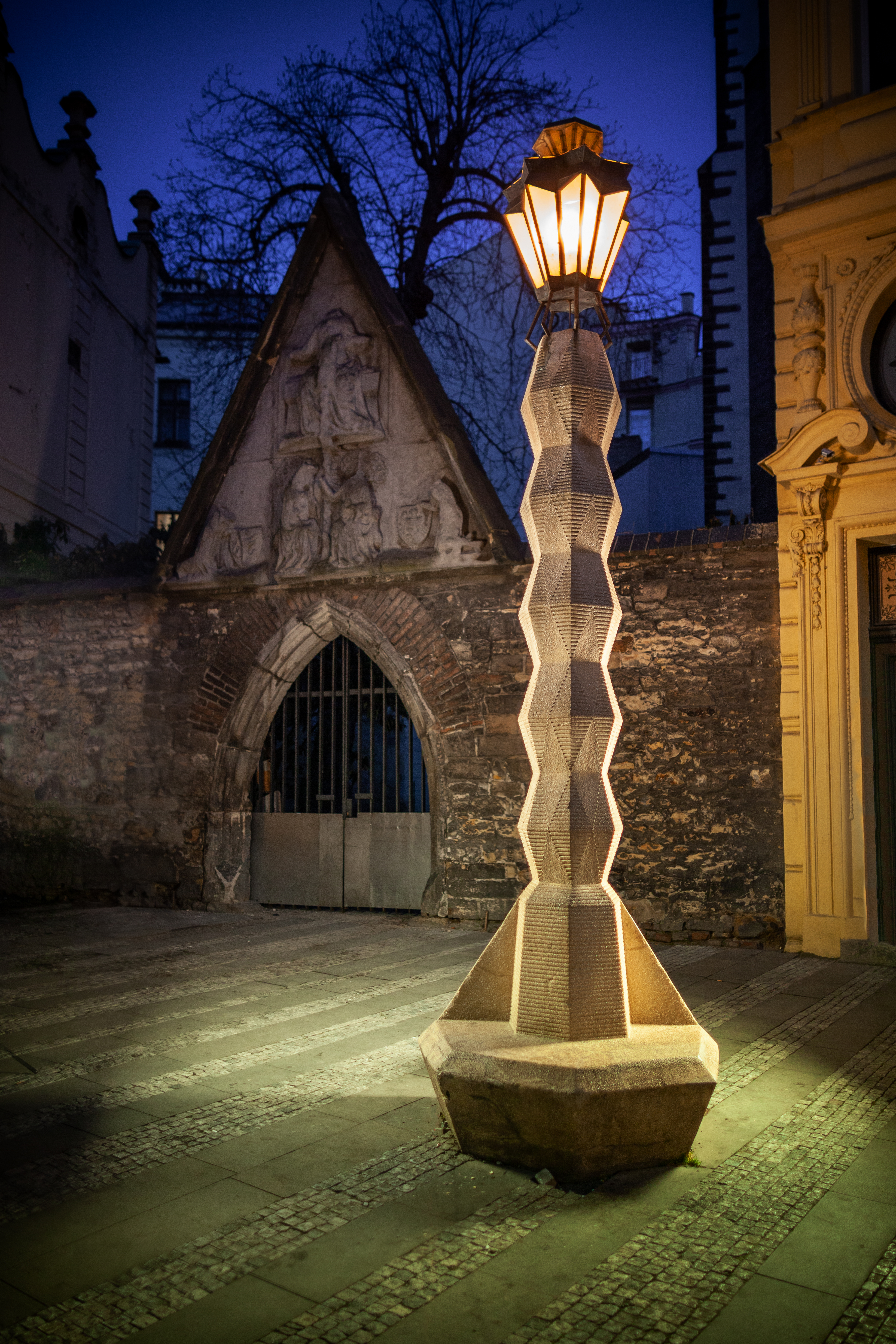
Poste cubista de Emil Králíček (1913), Jungmannovo náměstí (Praga)

## Conceito
Os cubistas checos distinguem seu trabalho pela construção de pontas afiadas, planos de corte e formas cristalinas em suas obras de arte. Esses ângulos permitiram aos cubistas tchecos incorporar sua própria marca no grupo de arte de vanguarda do modernismo. Eles acreditavam que os objetos carregavam sua própria energia interior, que só poderia ser liberada pela divisão das superfícies horizontal e vertical que restringem o design conservador e “ignoram as necessidades da alma humana”. Foi uma forma de se rebelar contra a cena artística típica do início dos anos 1900 na Europa. Isso evoluiu para um novo movimento artístico, geralmente conhecido como Cubo-Expressionismo; combinando a fragmentação da forma vista no cubismo com o emocionalismo do expressionismo.

## História
O cubismo checo se desenvolveu entre 1911 e 1914. Foi um desenvolvimento contemporâneo do funcionalismo gerado por arquitetos e designers em Praga. Quinze anos depois, o primeiro conceito do cubismo em si foi descartado como um propósito decorativo, uma substituição do art nouveau e um desvio equivocado para o "esteticismo" e o "individualismo". Pelo contrário, foi uma revolta contra os valores tradicionais do realismo.
O cubismo checo desenvolveu-se paradoxalmente como um produto da afluência burguesa e como uma rejeição vanguardista de designers  como Otto Wagner e Jan Kotěra. Arquitetos como Josef Chochol e Pavel Janák desenvolveram filosofias espiritualistas de design e um ideal dinâmico de forma plana derivado da arte cubista. À medida que o cubismo se espalhou pelo continente europeu no início do século XX, seu maior impacto pode ser visto hoje na Chéquia. As formas de pirâmide e cristal foram um dos princípios característicos do cubismo checo, que foi incorporado à arquitetura, móveis e artes aplicadas.
O cubismo checo foi ocultado pela primeira vez pelo Movimento Moderno e mascarado pelos ditames estéticos da cultura stalinista e pós-stalinista da Checoslováquia. Após a Revolução de Veludo de 1989 e a atração pós-moderna de ornamentação e decoração, começou a haver um aumento do fascínio pela cultura checa e suas próprias formas únicas de cubismo.

## Exposições
O Museu de Artes Decorativas de Praga (UPM) usa a Casa da Madona Negra como espaço de exposição permanente da arte cubista checa.

## Galeria

### Pintura e escultura

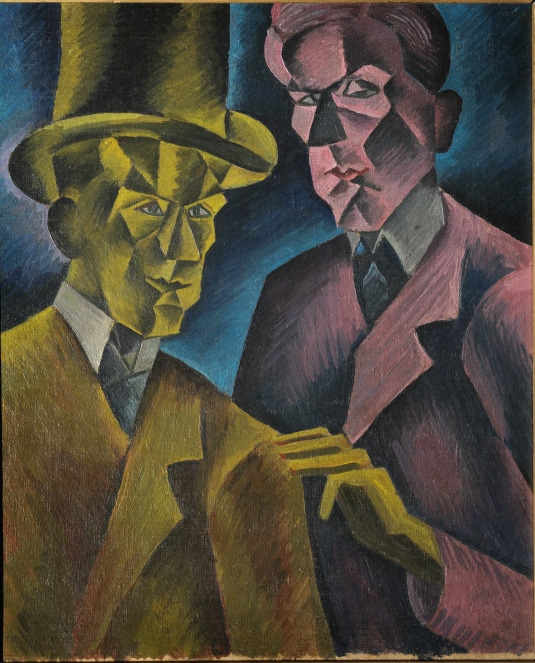
Bohumil Kubišta, 1911, Dvojnik
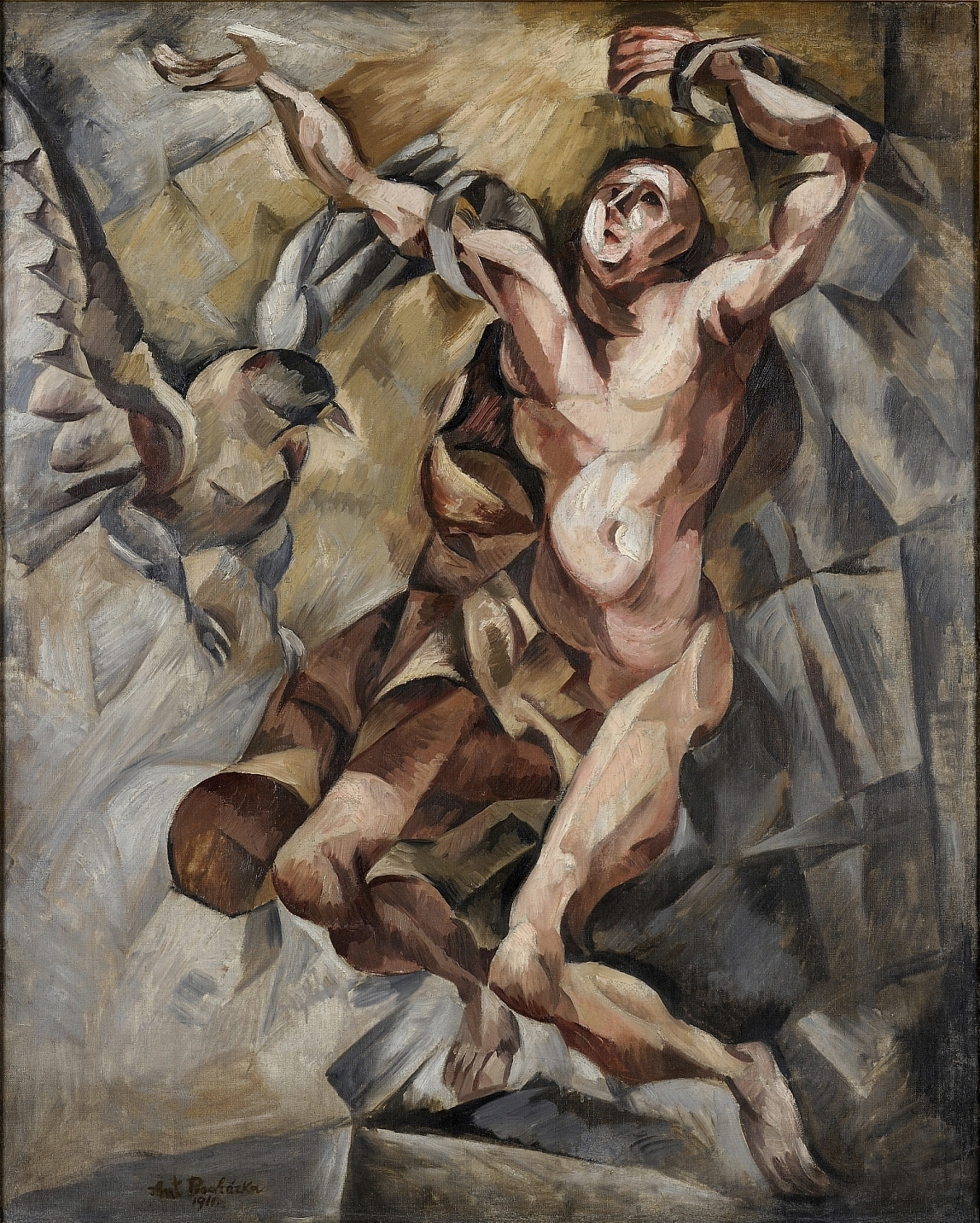
Antonín Procházka, 1911, Prometheus
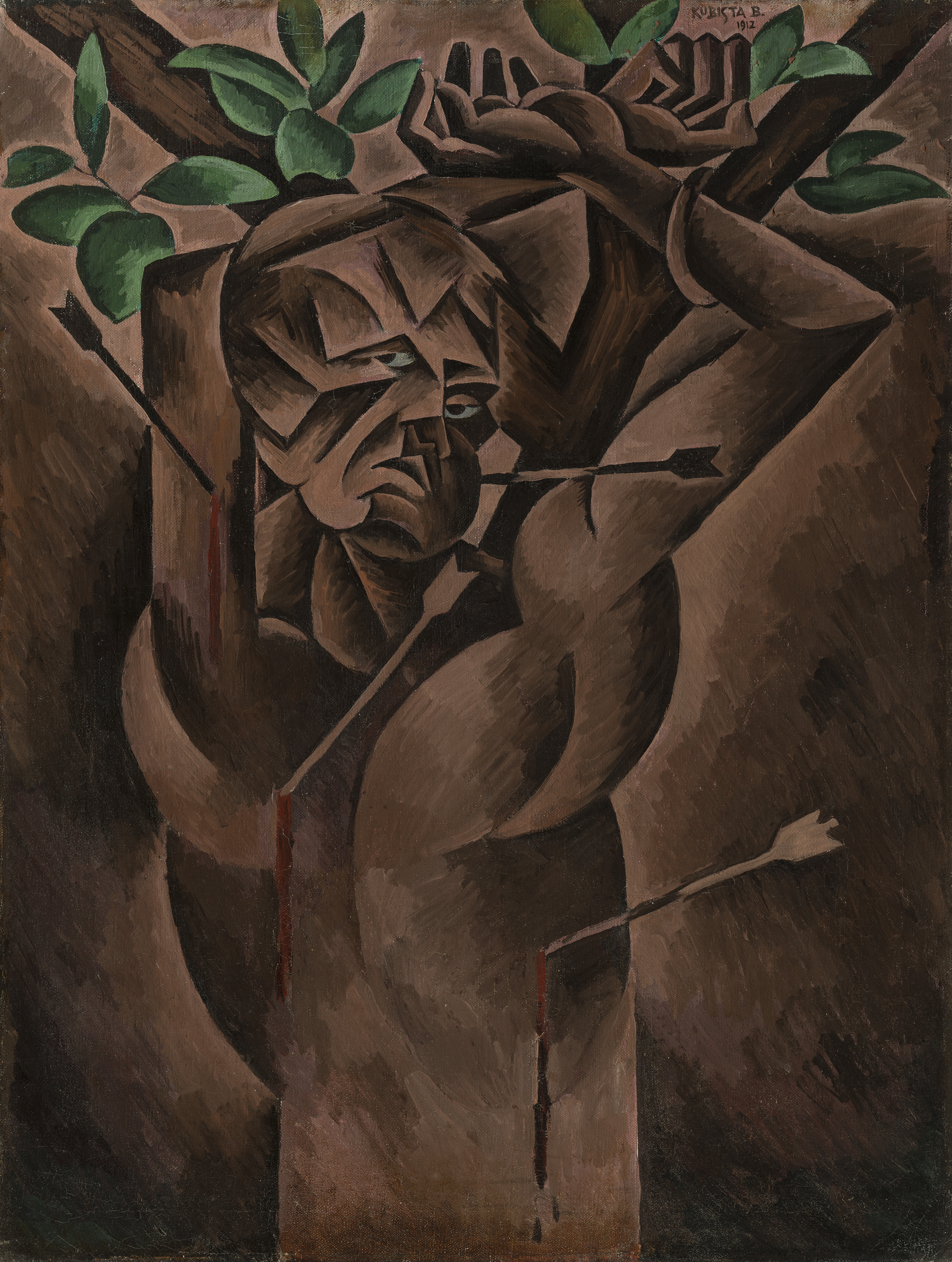
Bohumil Kubišta, 1912, São Sebastião, Galeria Nacional de Praga
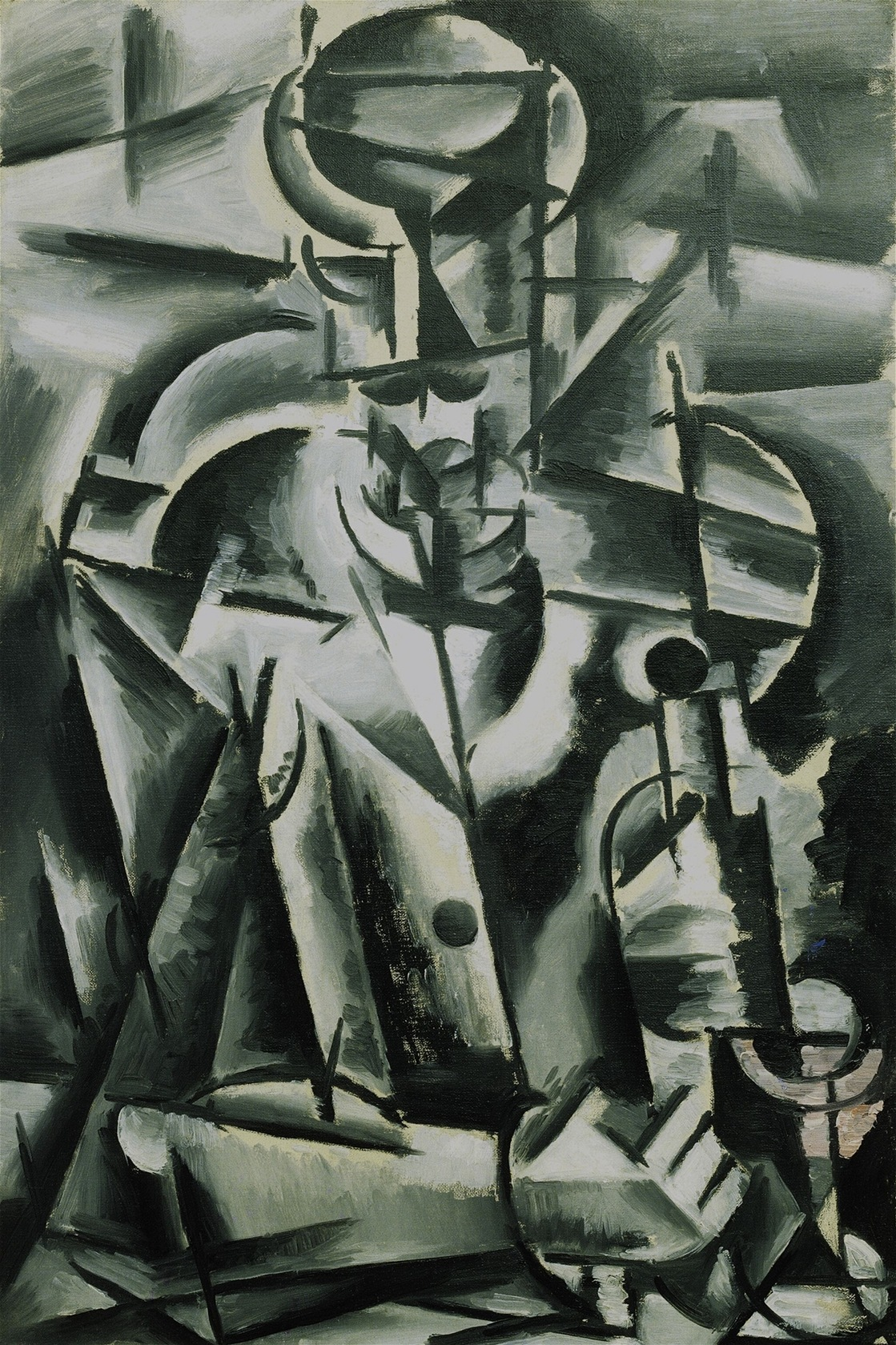
Josef Čapek, 1913, Piják
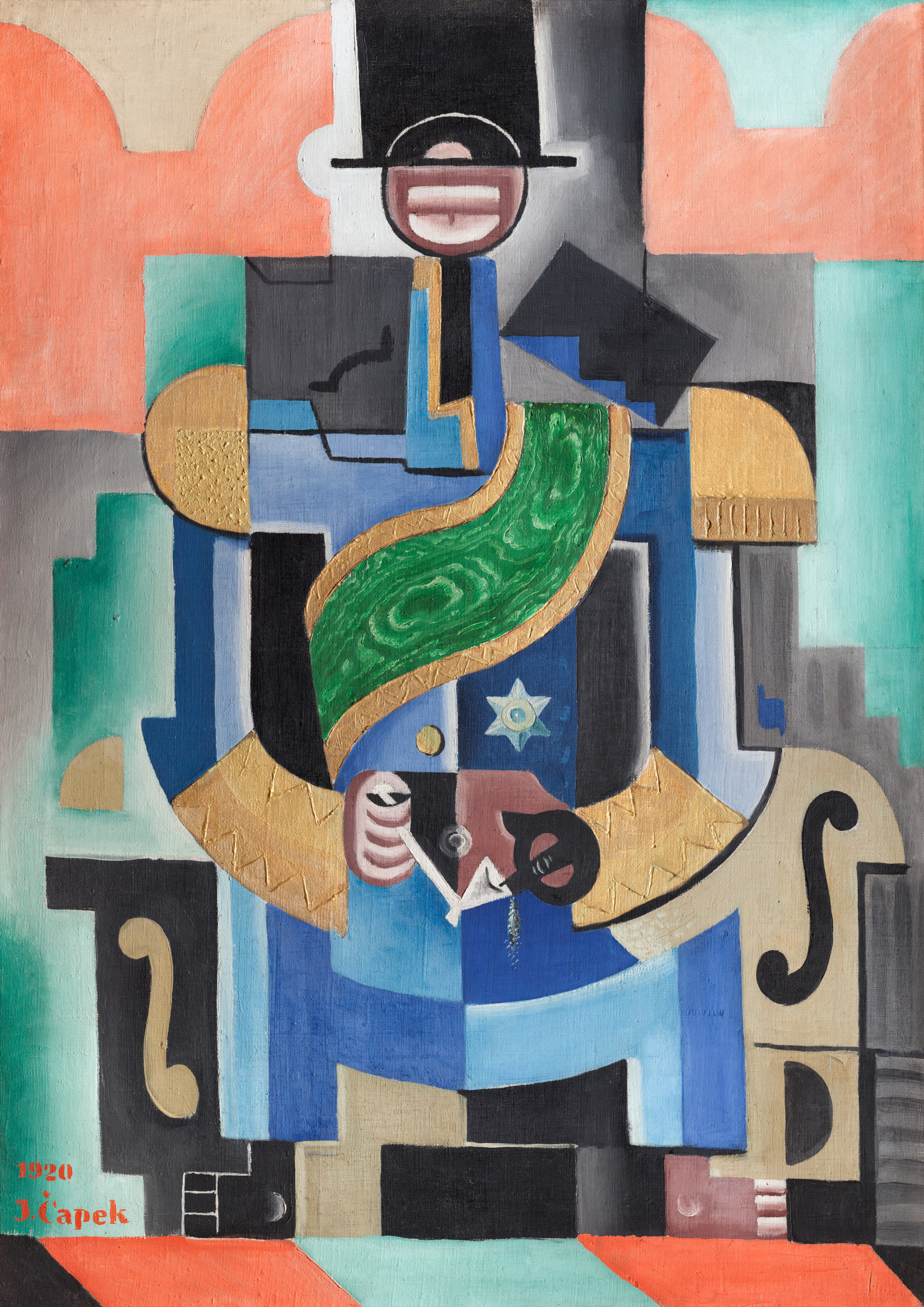
Josef Čapek, 1920, Rei Africano, Galeria Nacional de Praga
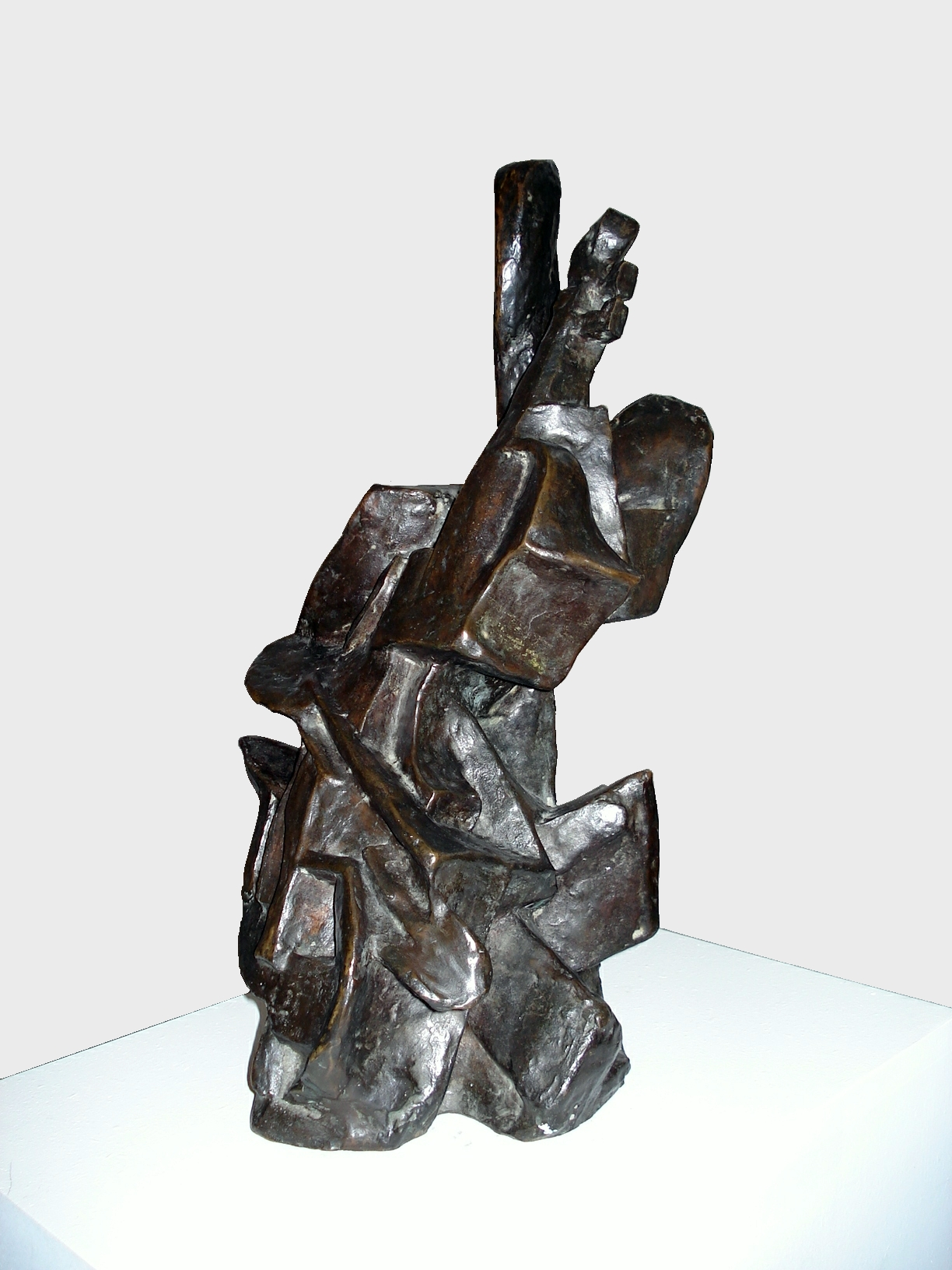
Otto Gutfreund, 1912–13, Cellista ( violoncelista ), Museu Kampa, Praga

### Arquitetura

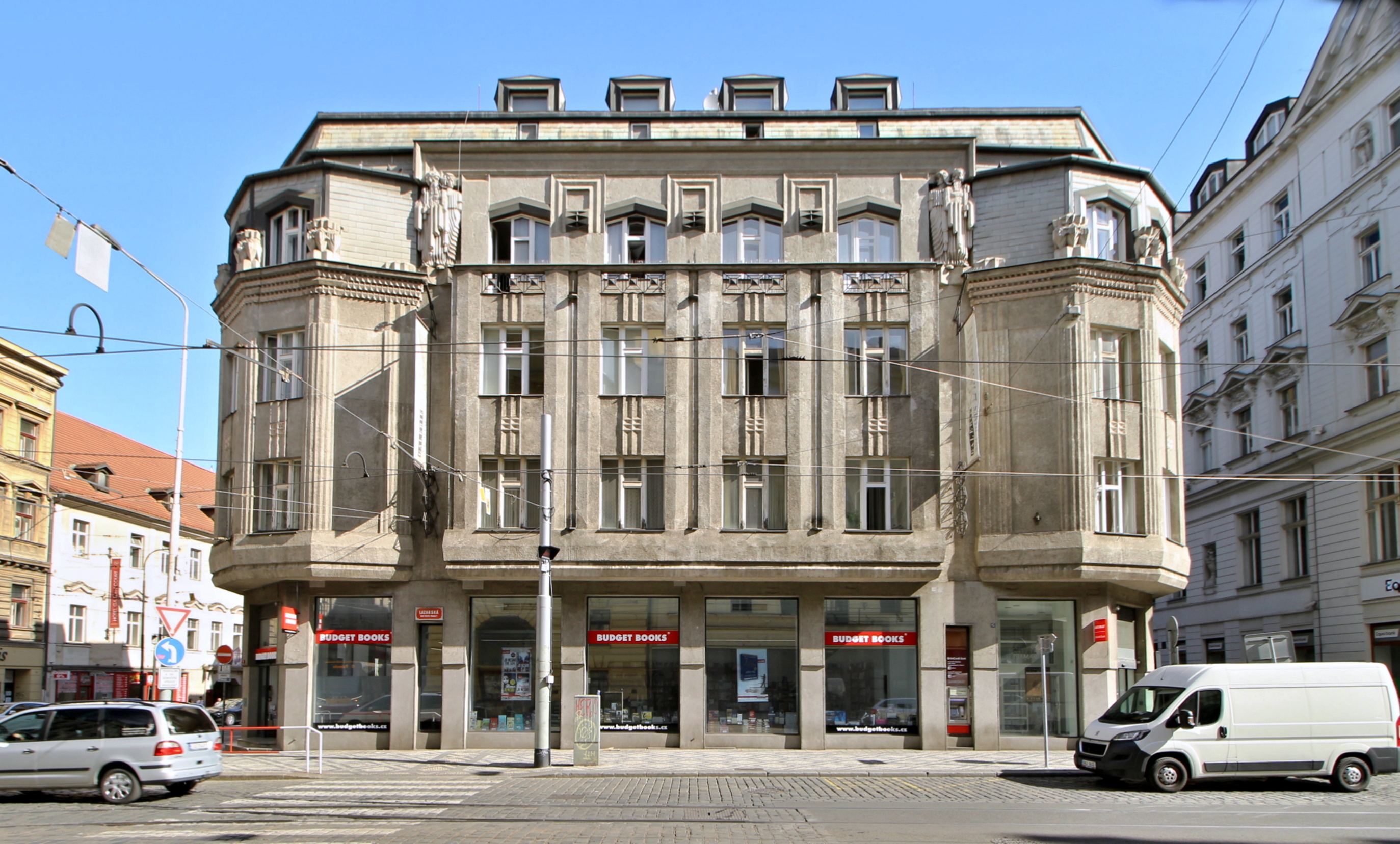
Diamant Palace de Emil Králíček (1912–1913)
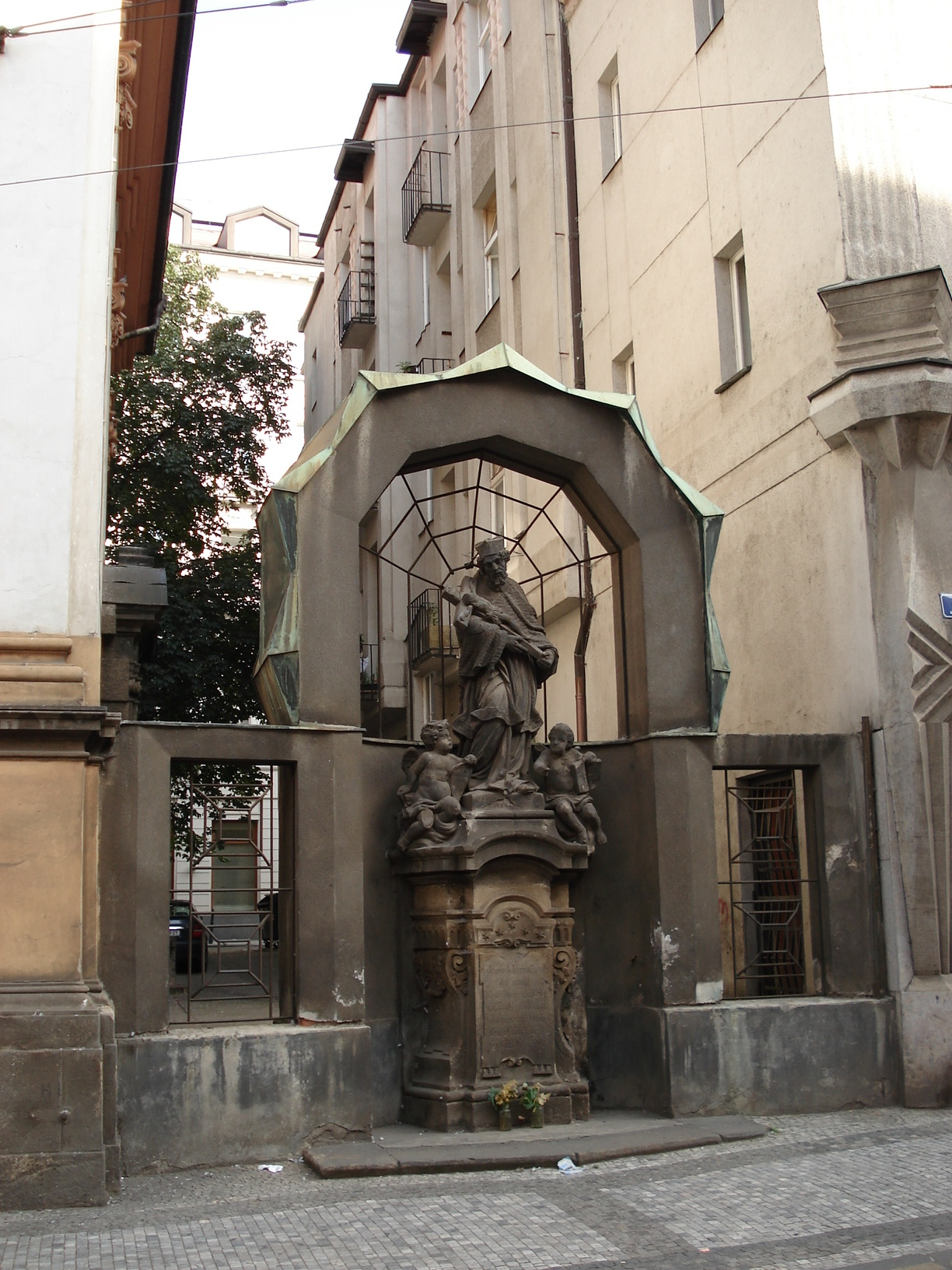
Arco com estátua barroca, próximo ao Palácio de Diamant
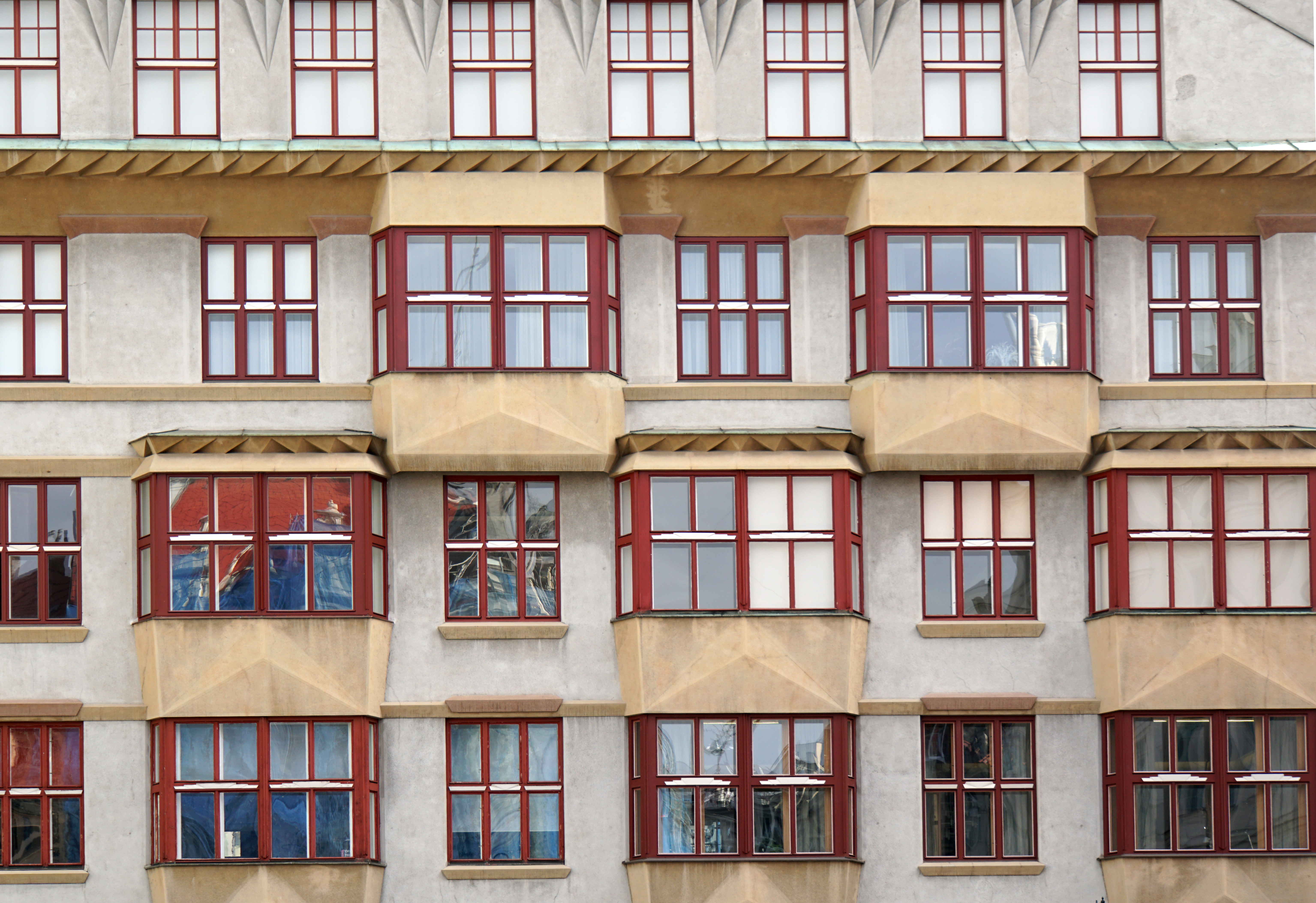
Fachadas de Otakar Novotný
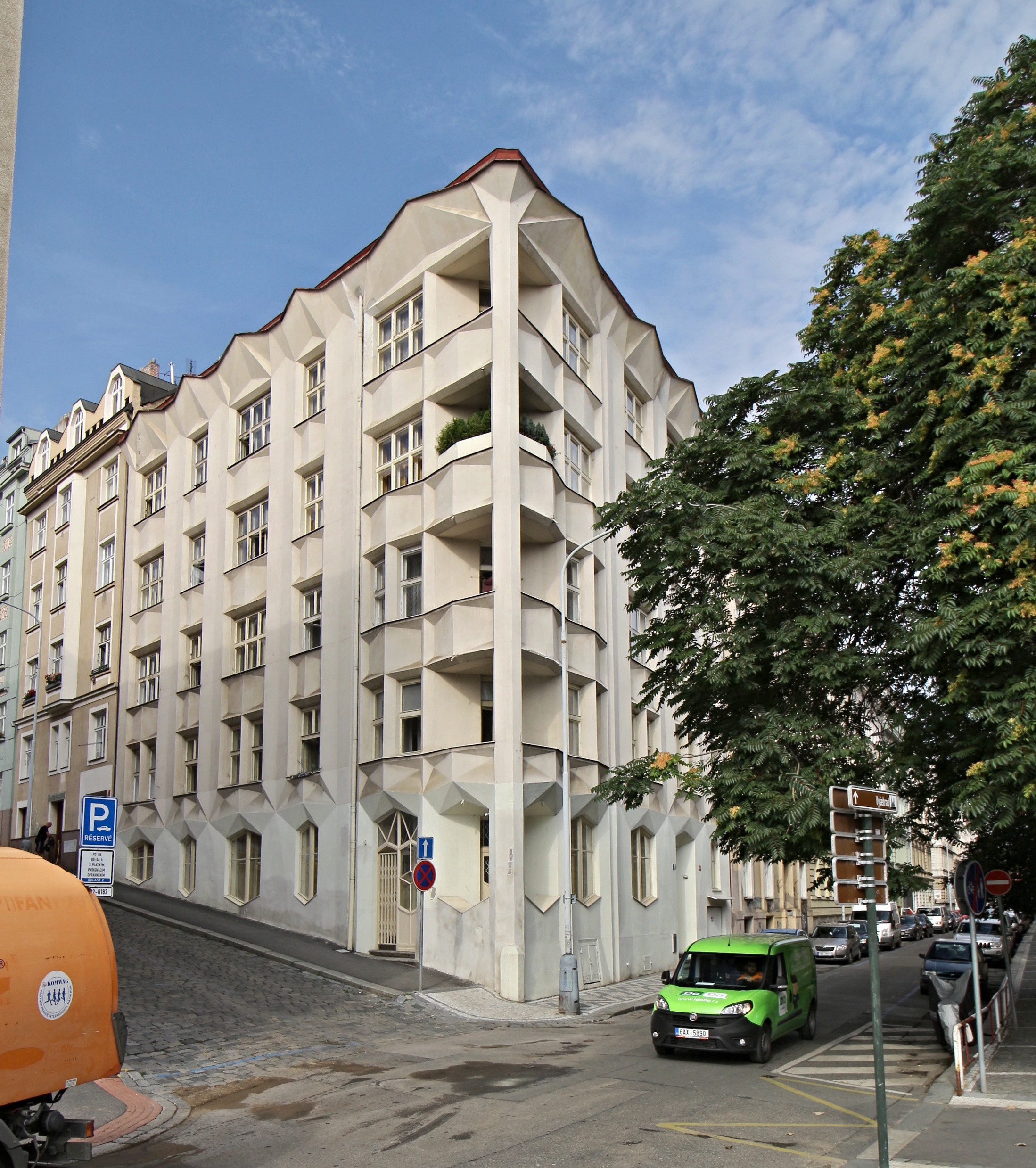
Edifício cubista, Vyšehrad č. p. 98, por Josef Chochol (1913–1914)
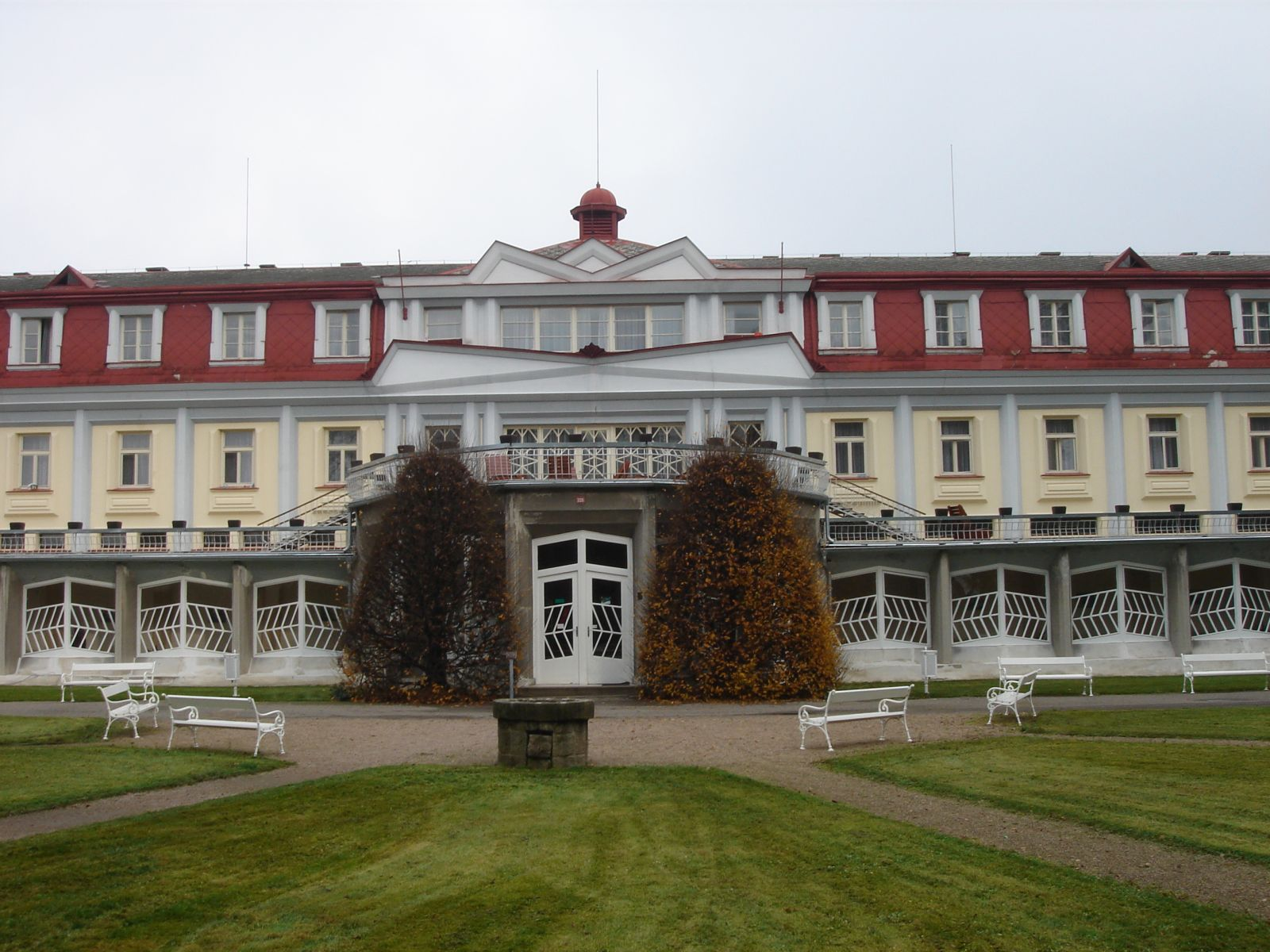
Banhos termais em Lázně Bohdaneč por Josef Gočár (1911–1913)
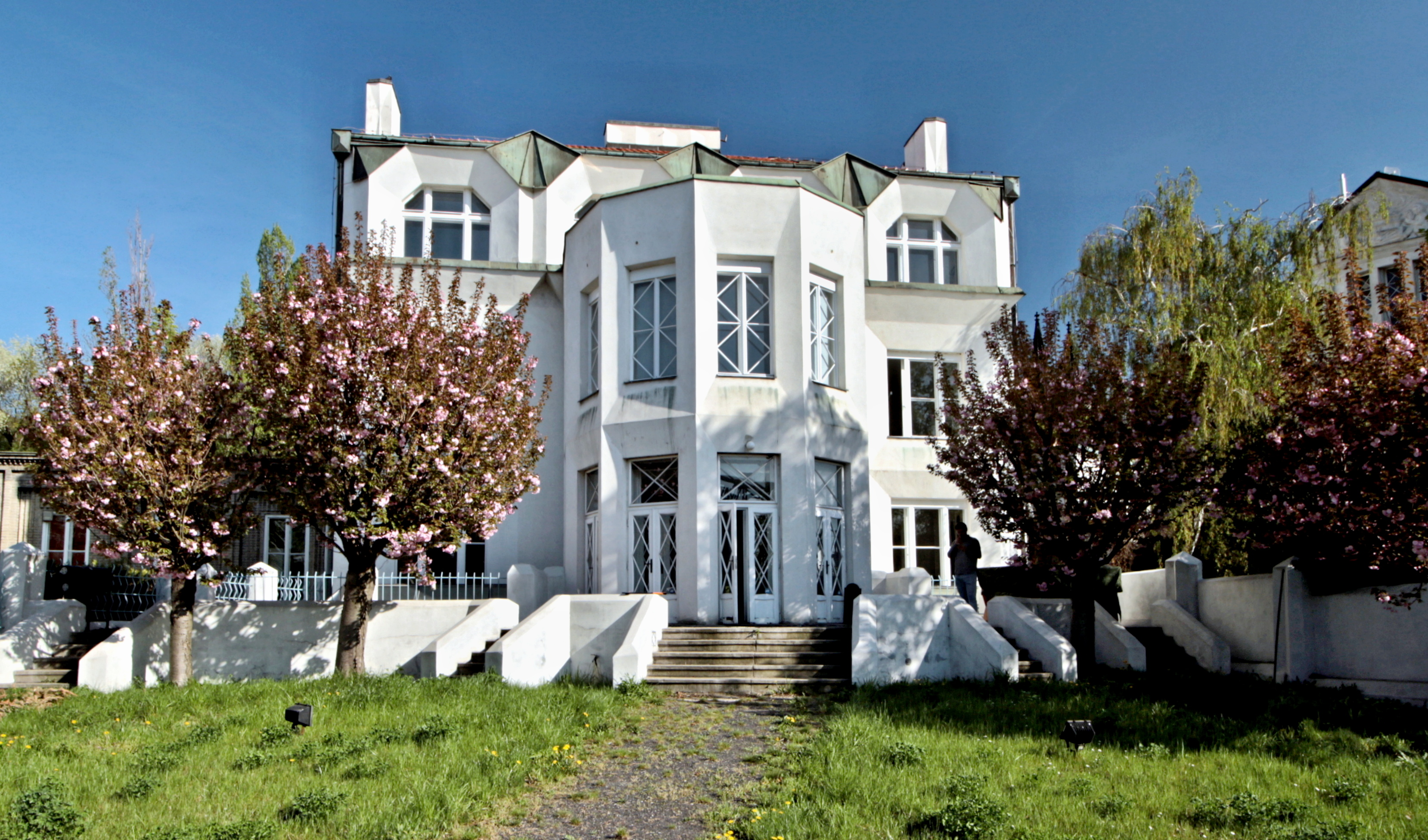
Villa Kovařovicova por Chochol (1912–1913)
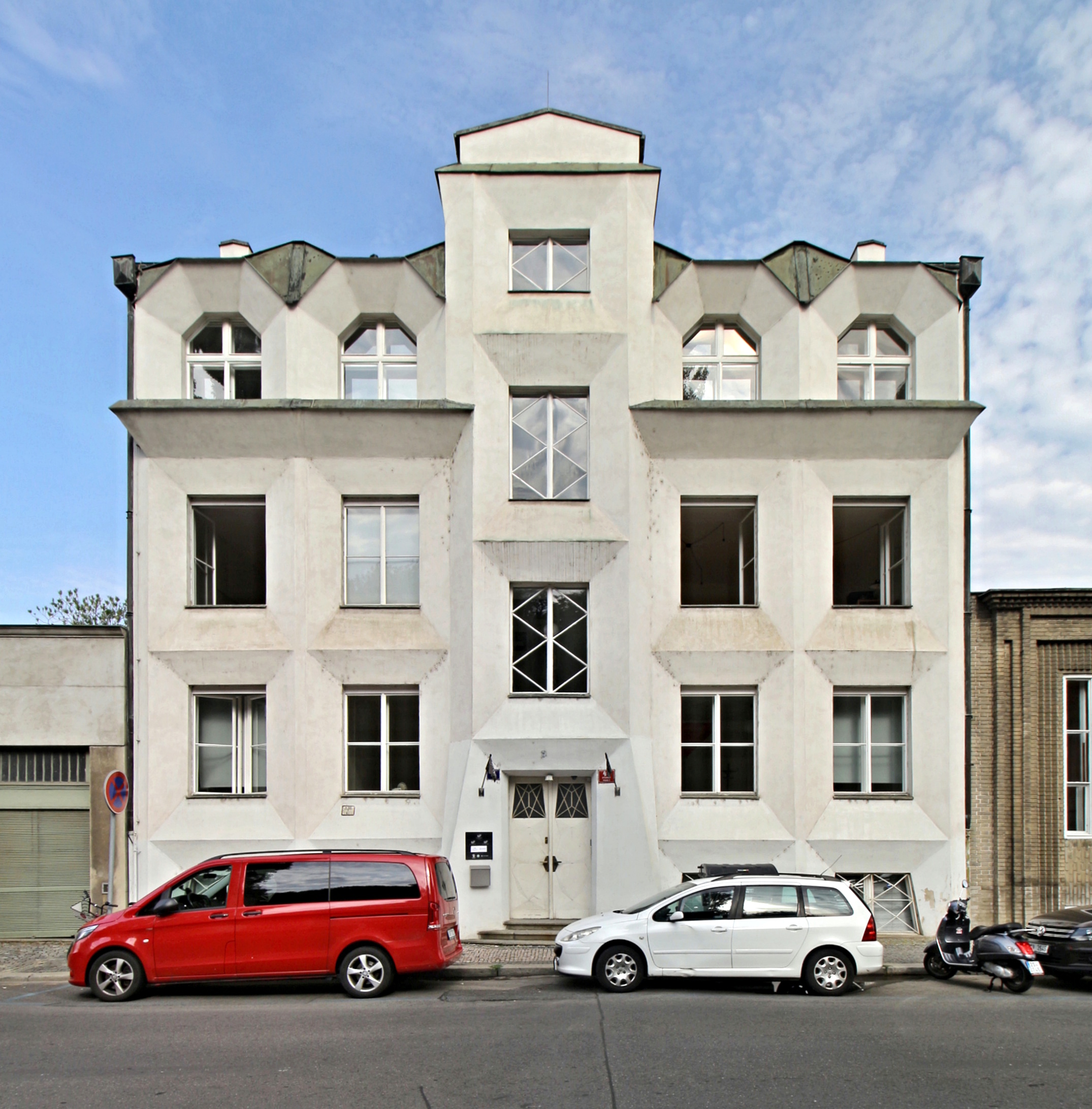
Villa Kovařovicova, lado da rua
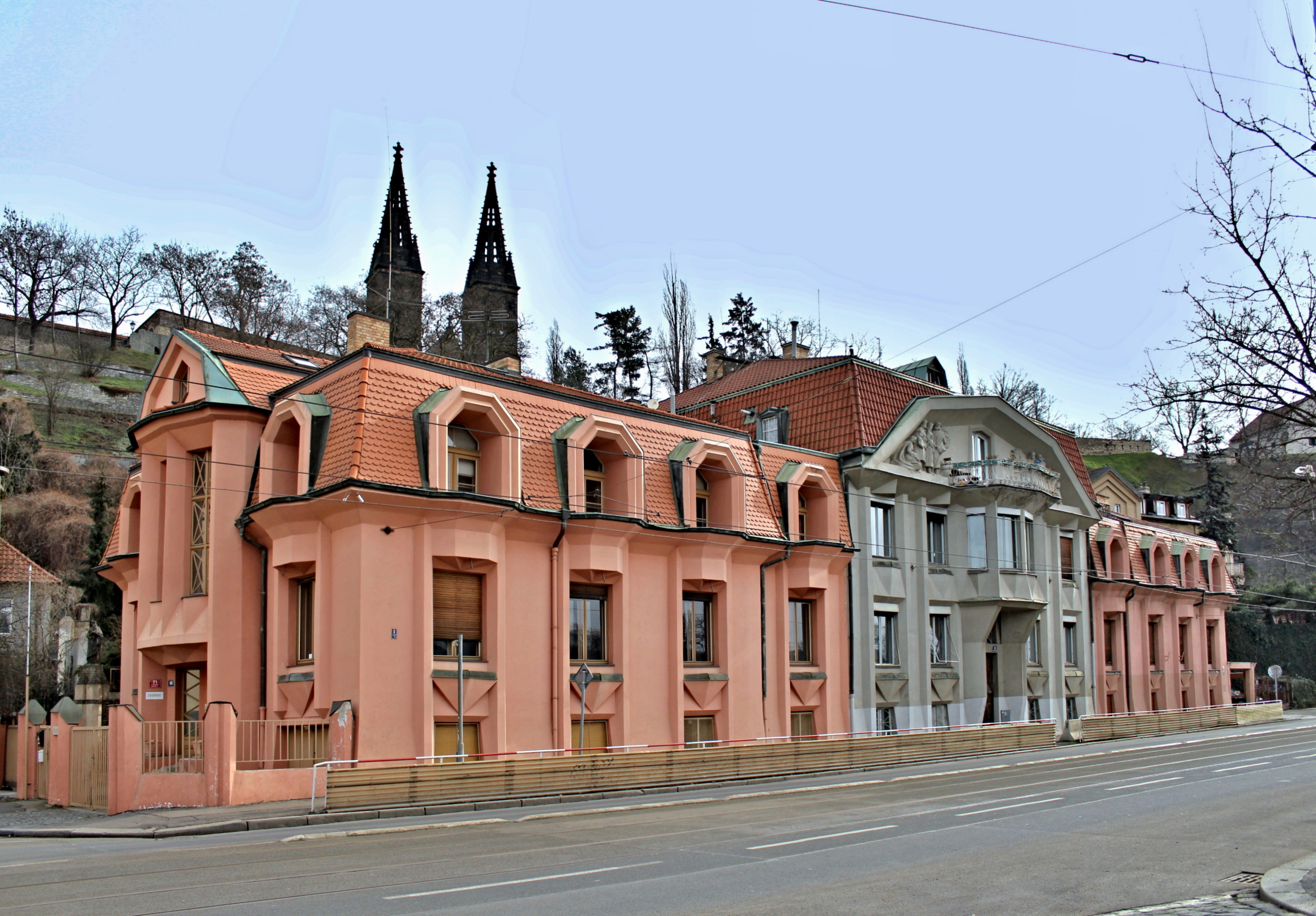
Edifício cubista de Chochol
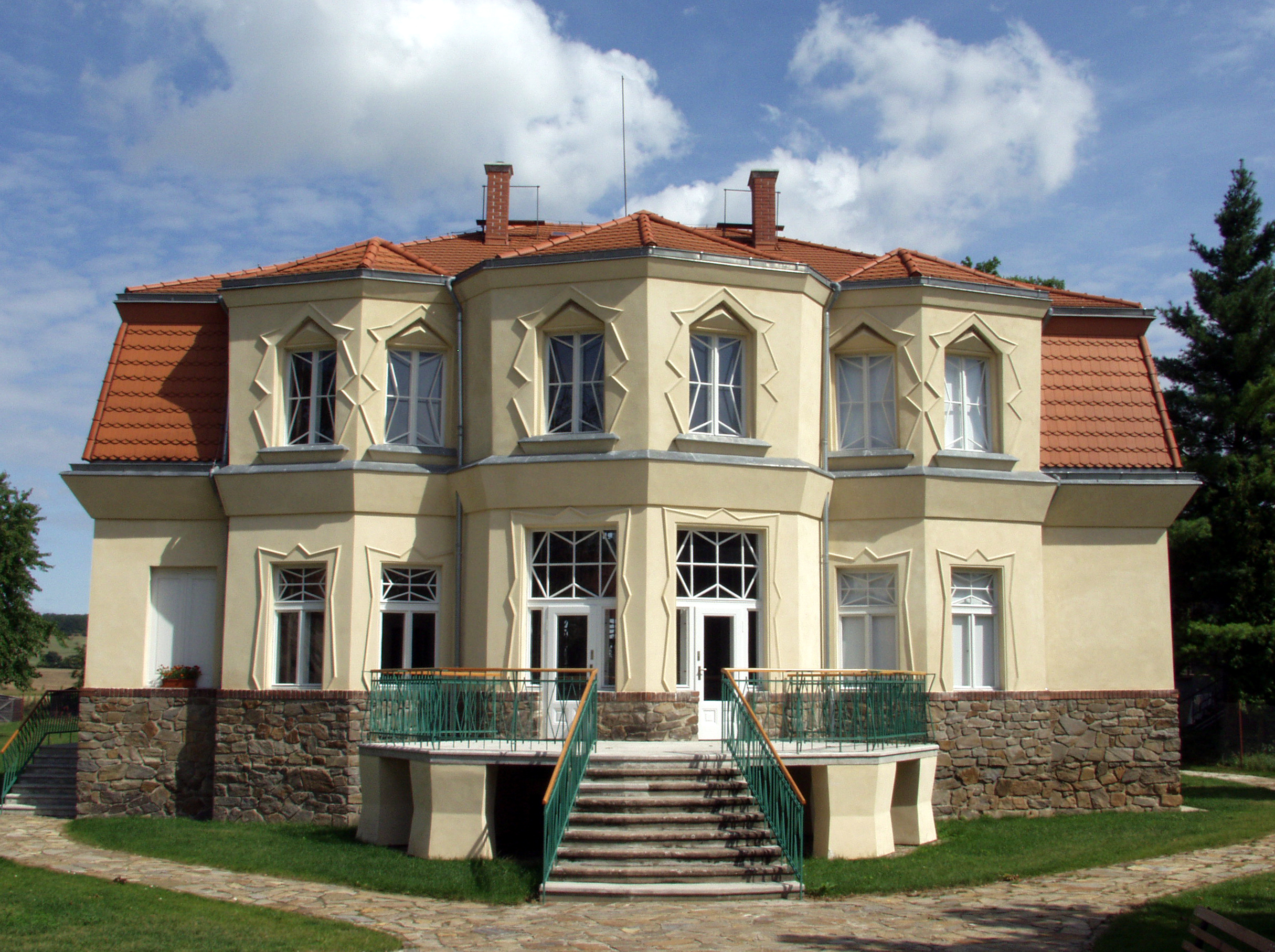
Bauer Villa de Gočár (1912–1914)
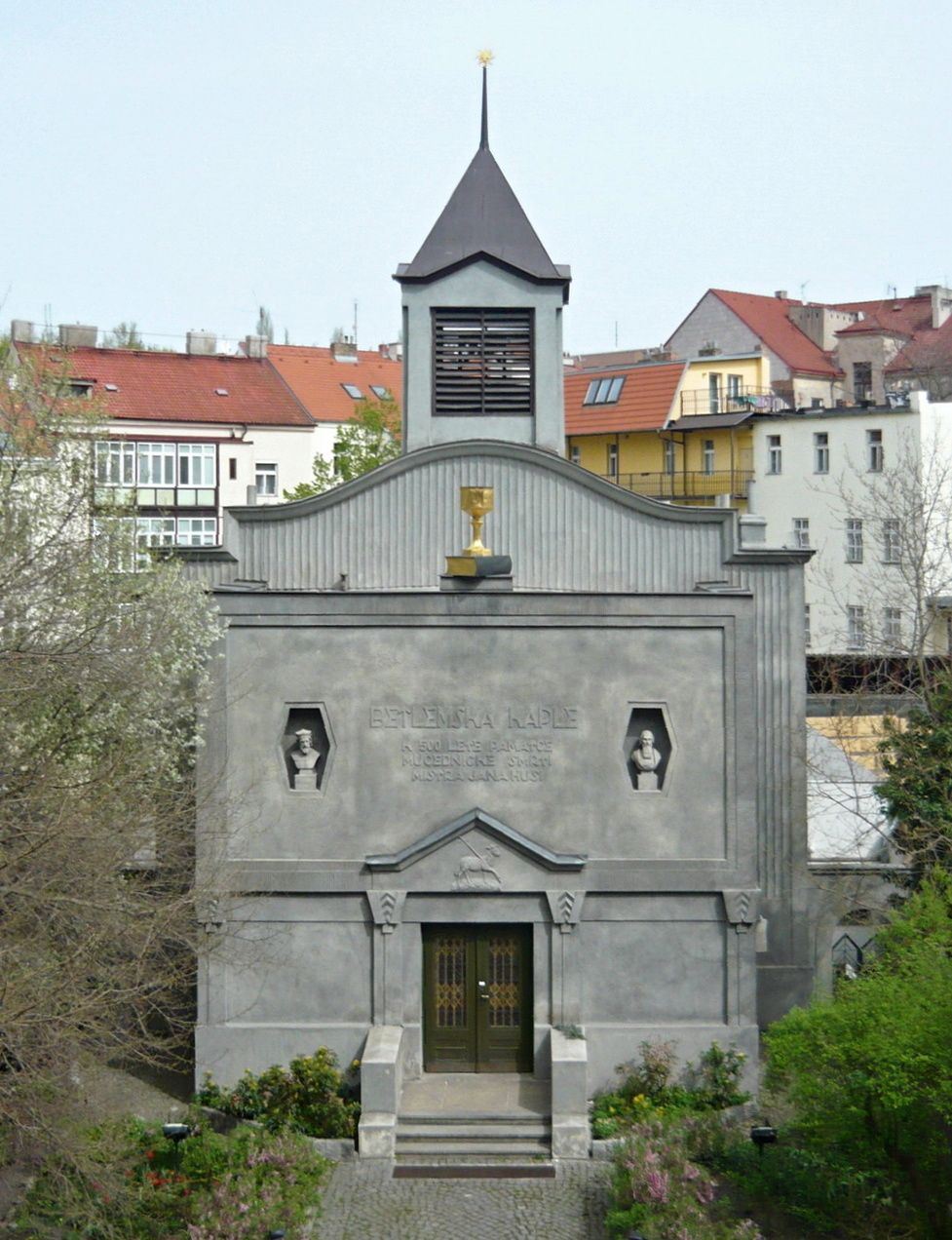
Capela cubista de Králíček (1913–1914)